# بئر عذق
بئر عذق إحدى آبار المدينة المنورة، بالقرب منها استقبل أهل المدينة الرسول ﷺ عند قدومه إلى المدينة المنورة، وتقع غربي مسجد قباء.